# Argyroeides magon
Argyroeides magon är en fjärilsart som beskrevs av William Schaus 1892. Argyroeides magon ingår i släktet Argyroeides och familjen björnspinnare. Inga underarter finns listade i Catalogue of Life.